# Potentilla sajanensis
Potentilla sajanensis är en rosväxtart som beskrevs av Polozh.. Potentilla sajanensis ingår i Fingerörtssläktet som ingår i familjen rosväxter. Inga underarter finns listade i Catalogue of Life.